# Tomasz Budasz
Tomasz Jakub Budasz (ur. 17 lipca 1972 w Gnieźnie) – polski ekonomista i samorządowiec, w latach 2014–2024 prezydent Gniezna.

## Życiorys
Absolwent II Liceum Ogólnokształcącego w Gnieźnie, ukończył następnie studia na Akademii Ekonomicznej w Poznaniu.
Pracował jako naczelnik Poczty Polskiej w Gnieźnie oraz sekretarz miasta. Pełnił funkcję przewodniczącego rady nadzorczej Miejskiego Przedsiębiorstwa Komunikacyjnego, następnie został prezesem MPK. Współtworzył dziecięcy klub sportowy „Gniewko” Gniezno.
Zaangażował się w działalność polityczną w ramach Platformy Obywatelskiej. W 2006 i w 2010 wybierany na radnego powiatu gnieźnieńskiego, pełnił funkcję wiceprzewodniczącego rady. W 2009 kandydował z listy PO do Parlamentu Europejskiego.
W wyborach w 2014 ubiegał się o stanowisko prezydenta Gniezna, wygrywając w drugiej turze głosowania z wynikiem 56,23% głosów. Ślubowanie złożył 8 grudnia 2014, obejmując oficjalnie obowiązki prezydenta miasta.
W 2018 został ponownie wybrany w pierwszej turze wyborów, otrzymując 79,30% głosów. W wyborach prezydenckich w 2020 udzielił poparcia kandydatowi niezależnemu Szymonowi Hołowni. W 2024 nie kandydował na urząd prezydenta miasta; z ramienia KO uzyskał natomiast mandat radnego powiatu. W maju tegoż roku objął stanowisko starosty gnieźnieńskiego.

## Wyróżnienia
- Złota odznaka honorowa Stowarzyszenia Dzieci Wojny, nadana za działalność społeczną (2018)[8]